# Riserva naturale regionale orientata di Ripa Bianca
La Riserva Naturale Regionale Generale Orientata Ripa Bianca di Jesi è un'area naturale protetta situata nel comune di Jesi, in provincia di Ancona. La riserva occupa una superficie di 310,86 ettari ed è stata istituita nel 2003.

## Fauna

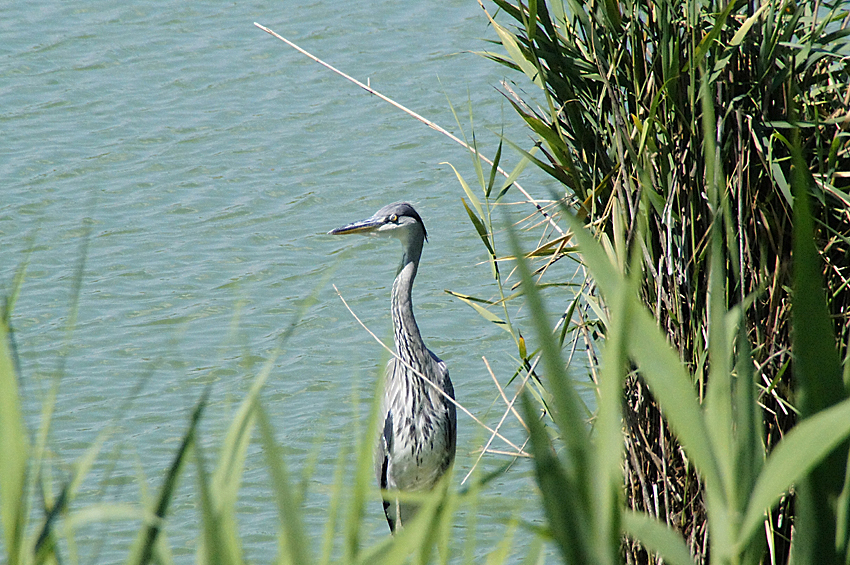
Airone Grigio nell'area protetta

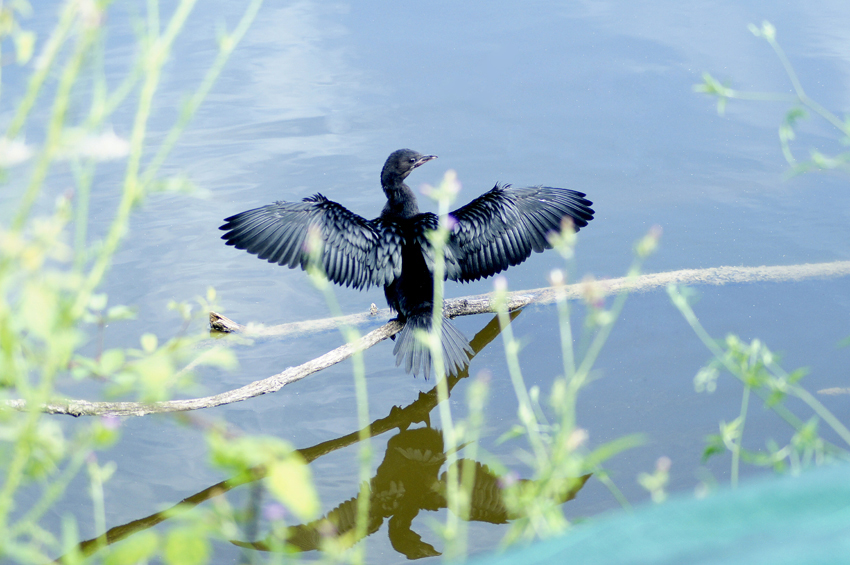
Un cormorano

## Strutture ricettive
All'interno dell'oasi è presente il Centro Educativo Ambientale Sergio Romagnoli, che offre proposte educative basate sull'apprendimento dall'esperienza per coinvolgere direttamente in un percorso didattico ed educativo - comprendente fiume, lago, aree umide ed ambiente agricolo - in grado di valorizzare la diversità delle intelligenze, affiancando la dimensione emotivo - affettiva a quella cognitiva.